# Djirandeh
Djirandeh est une ville située dans la province de Guilan, en Iran.

## Démographie
Sa population en 2006 était de 2 616 habitants.